# Восточная Заря (Севский район)
Восточная Заря — посёлок в Севском районе Брянской области России. Входит в состав Подлесно-Новосельского сельского поселения.

## География
Расположен в 5 км к востоку от села Первомайское.

## История
Основан в 1930-х как сельскохозяйственная артель «Восточная Заря».

## Население
| 2010 | 2013 |
| ---- | ---- |
| 0    | →0   |